# Monte Albán
Koordinaten: 17° 2′ 38″ N, 96° 46′ 6″ W
Monte Albán war die Hauptstadt der Zapoteken und liegt zehn Kilometer entfernt von der Stadt Oaxaca de Juárez im gleichnamigen Bundesstaat Oaxaca (Mexiko). Monte Albán liegt 2000 m über dem Meeresspiegel auf einer künstlich abgeflachten Bergkuppe und war das religiöse Zentrum der Zapoteken, später der Mixteken. Seine Blütezeit liegt zwischen 300 und 900 n. Chr. Die Anfänge der Besiedlung von Monte Albán lagen nach bisherigen Erkenntnissen im 8. Jahrhundert v. Chr. Erhalten sind umfangreiche Reste von Wohn- und Kultbauten, ein Observatorium, Grabkammern mit Skulpturen und Wandmalereien. 1987 wurde Monte Albán ins UNESCO-Weltkulturerbe aufgenommen. Am 30. März 2015 wurde die Gedenkstätte in das Internationale Register für Kulturgut unter Sonderschutz der Haager Konvention zum Schutz von Kulturgut bei bewaffneten Konflikten aufgenommen.

## Geschichte
Die erste Besiedlung des fruchtbaren Oaxaca-Tals, einer Hochebene, die zahlreiche Höhlen aufweist, wird für die Zeit von 800 bis 300 v. Chr. durch olmekische Siedler angenommen. Schon von dieser ersten Periode (600–300 v. Chr.) sind Schrift und Zahlendarstellung bekannt. Ab 300 v. Chr. wanderten neue Siedler in das Tal und vermischten sich mit der angestammten Bevölkerung. Anhand von Figurengefäßen mit Götterdarstellungen lassen sich zwischen 300 und 500 n. Chr. deutlich kulturelle Beziehungen zu Teotihuacán nachweisen.
Im 5. und 6. Jahrhundert erreichte Monte Albán den Höhepunkt seiner Macht. Bis zu 30.000 Menschen lebten in dieser Zeit an den Hängen des Berges. Ab 700 verlor die Stadt dann radikal an Bedeutung und wurde schließlich um 950 völlig aufgegeben. Danach diente sie nur als Begräbnisstätte. Die in den Grabanlagen gefundenen Beigaben zeigen seit dem 14. Jahrhundert einen deutlichen Einfluss der Mixteken. Aus dieser Zeit stammt auch das berühmte Grab Nr. 7 mit seiner einzigartigen Anhäufung kostbarer Beigaben aus Gold, Silber und Jade.
In seiner letzten Phase vor der spanischen Eroberung wurden die alten Begräbnisstätten in Monte Albán ab ca. 1250 von den Mixteken für Bestattungen ihrer Elite genutzt. Die Nekropole wurde erweitert, während die zapotekische Kultur sich in der Periode Monte Albán IV in Mitla und kleineren Orten des Oaxaca-Tals weiterentwickelte. 1458 besetzten die Azteken das Oaxaca-Tal samt Monte Albán.
Zeittafel
| Jahr                   | Ereignis                                                    |
| ---------------------- | ----------------------------------------------------------- |
| um 800–300 v. Chr.     | erste Besiedlung durch Olmeken                              |
| 300 v. Chr. – Chr. Geb | Neubesiedlung des Monte Albán                               |
| Chr. Geb.-900          | Bau der Stufenpyramiden auf Terrassen durch Zapoteken       |
| 900–1250               | Anlage der Gräber; Zapoteken geben Monte Albán auf          |
| 1250–1521              | Mixteken wandern ein                                        |
| 1458                   | Azteken unter Moctezuma I. (1440–1469) besetzen Monte Albán |
| 1521                   | spanische Eroberer nehmen Oaxaca ein                        |
| 1987                   | Monte Albán wird zum UNESCO-Weltkulturerbe                  |

## Entdeckungsgeschichte

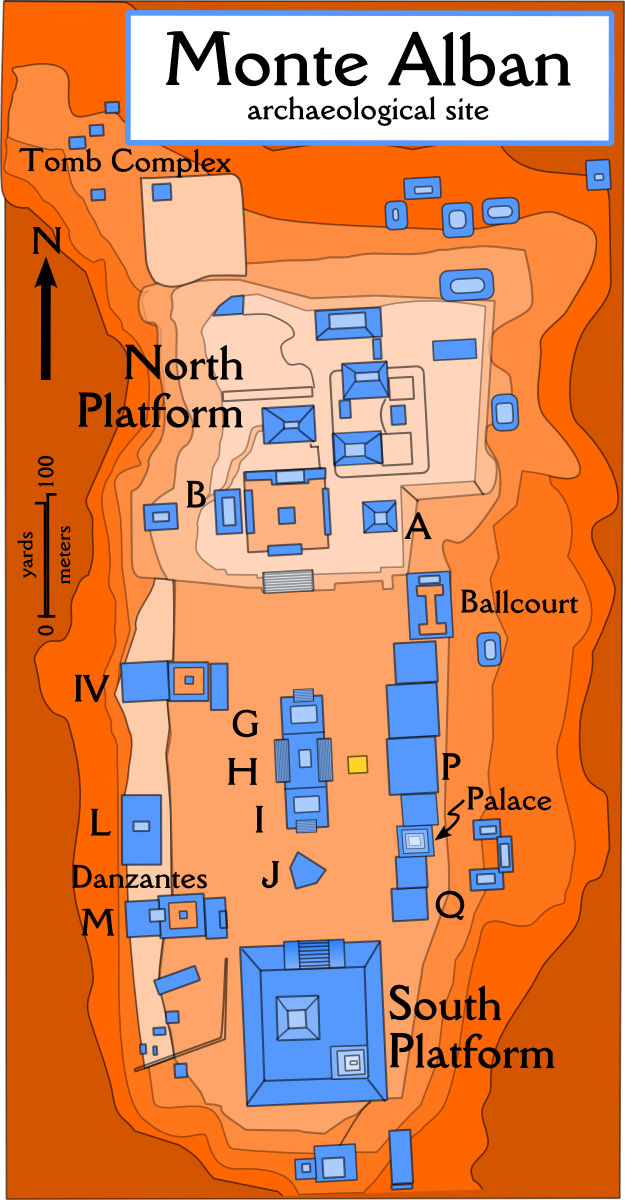
Lageplan von Monte Albán

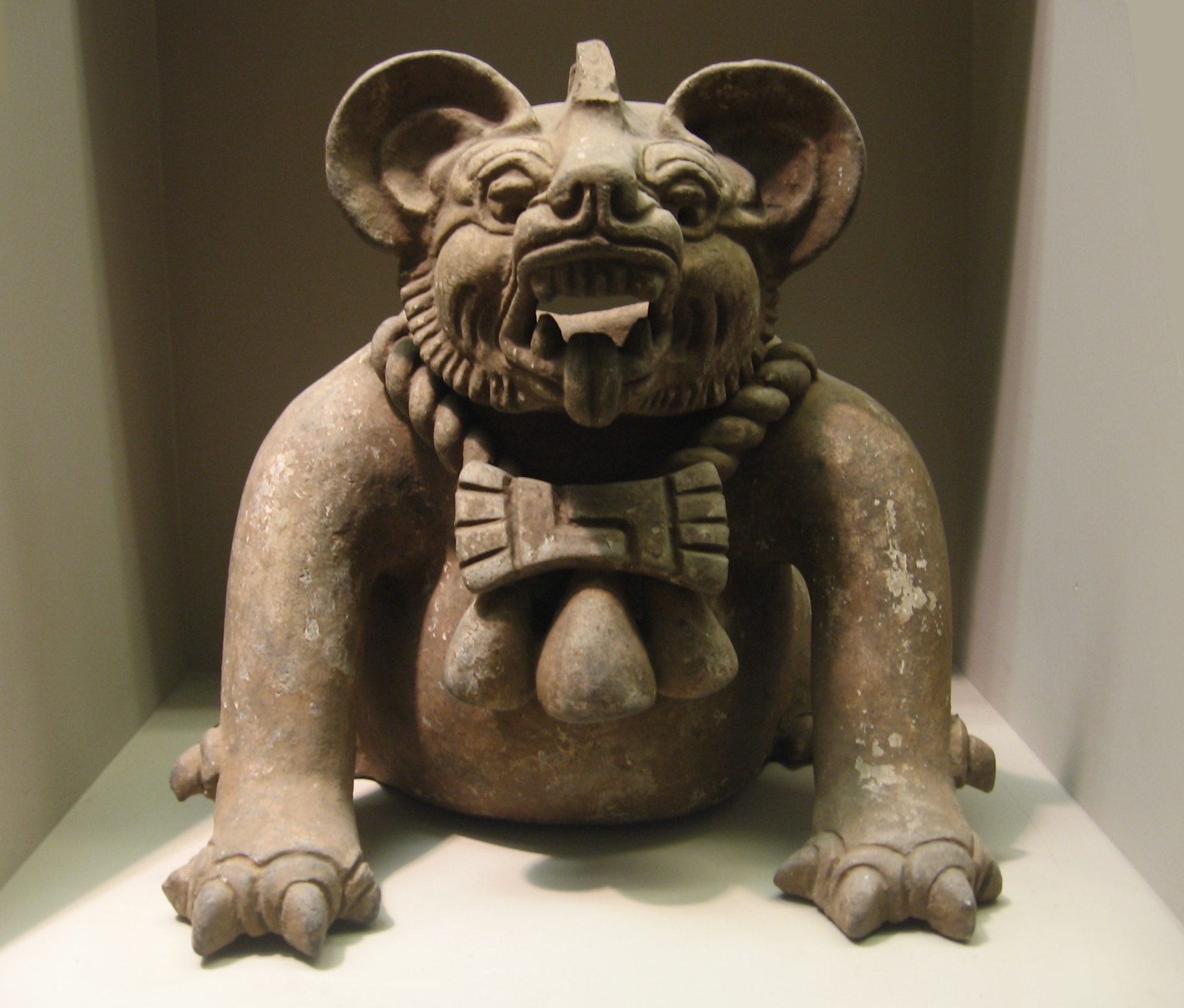
Zapotekische Begräbnisurne (Phase Monte Albán III)

Die von allen Seiten des Oaxaca-Tals sichtbaren, eindrucksvollen Ruinen von Monte Albán ziehen Besucher und Forscher seit der Kolonialzeit an. Unter ihnen erforschte Guillermo Dupaix den Ort ab dem frühen 19. Jahrhundert. J.M. Arcía veröffentlichte 1859 eine Beschreibung und auch A.F. Bandelier besuchte und veröffentlichte weitere Beschreibungen in den 1890er Jahren. Eine erste intensive archäologische Erforschung wurde 1902 durch Leopoldo Batres, den Generalinspektor der Monumente, im Auftrag der Regierung des mexikanischen Diktators Porfirio Diaz unternommen. Dennoch fanden wissenschaftliche Ausgrabungen in großem Stil erst 1931 unter der Leitung des mexikanischen Archäologen Alfonso Caso statt. Während der folgenden achtzehn Jahre gruben Caso und seine Kollegen Ignacio Bernal und Jorge Acosta innerhalb des Monumentalzentrums. Vieles, was heute der Öffentlichkeit zugänglich ist, wurde zu jener Zeit rekonstruiert.
Neben zahlreichen Ausgrabungen von Wohn- und Zeremonialgebäuden und -strukturen und hunderten Gräbern und Grabhügeln bleibt die Erstellung einer keramischen Chronologie der Phasen Monte Albán I bis V – und damit der Periode zwischen 500 v. Chr. und dem Ende der Postklassik 1521 n. Chr. – eine bleibende Errungenschaft.
Die von Kent Flannery von der University of Michigan in den späten 1960er Jahren begonnene vorgeschichtliche und humanökologische Grabungskampagne richtete ihr Hauptaugenmerk auf die Erforschung der Perioden, die der Gründung Monte Albáns folgten. Während der folgenden zwei Jahrzehnte dokumentierte die Kampagne die Entwicklung der sozio-politischen Komplexität im Tal von Oaxaca, beginnend mit der ersten archaischen Periode (ca. 8000–2000 v. Chr.) bis zur Rosario-Phase (700 bis 500 v. Chr.), der Monte Albán folgte und die Bühne für die spätere Gründung und Entwicklung bildete. In diesem Kontext liegen die besonderen Fähigkeiten von Flannerys Arbeit in Oaxaca in seinen extensiven Ausgrabungen des bedeutenden formativen Zentrums von San José Mogote im Etla-Zweig des Tals, einer Grabungskampagne, die er gemeinsam mit Joyce Marcus von der University of Michigan (Flannery und Marcus 1983, 1996) leitete.
Ein weiterer wichtiger Schritt zum Verständnis der Geschichte der Besiedlung des Monte Albán wurde mit den prähistorischen Siedlungsmustern in der Oaxaca-Tal Grabungskampagne erreicht, die von Richard Blanton und einigen Kollegen in den frühen 1970er Jahren begonnen wurde. Dank ihrer intensiven Forschung und Kartierung des gesamten Gebiets wurde die tatsächliche Ausdehnung und Größe von Monte Albán jenseits der von Caso erforschten begrenzten Fläche (Blanton 1978) bekannt. In den Folgejahren wurde die Forschungskampagne unter der Leitung von Blanton, Gary Feinman, Steve Kowalewski, Linda Nicholas und anderen auf nahezu das gesamte Tal ausgedehnt, was eine unschätzbare Fülle von Daten der wechselnden Siedlungsmuster der Region von den frühen Tagen bis zur Ankunft der Spanier 1521 (Blanton u. a. 1982, Kowalewski u. a. 1989) zu Tage förderte.

## Bauten
In Monte Albán wurden mehrere Pyramiden, Tempel und Gräber sowie bedeutende Reliefs und Skulpturen freigelegt. Auf dem großen Platz inmitten der Anlage wird regelmäßig ein Mesoamerikanisches Ballspiel vorgeführt.

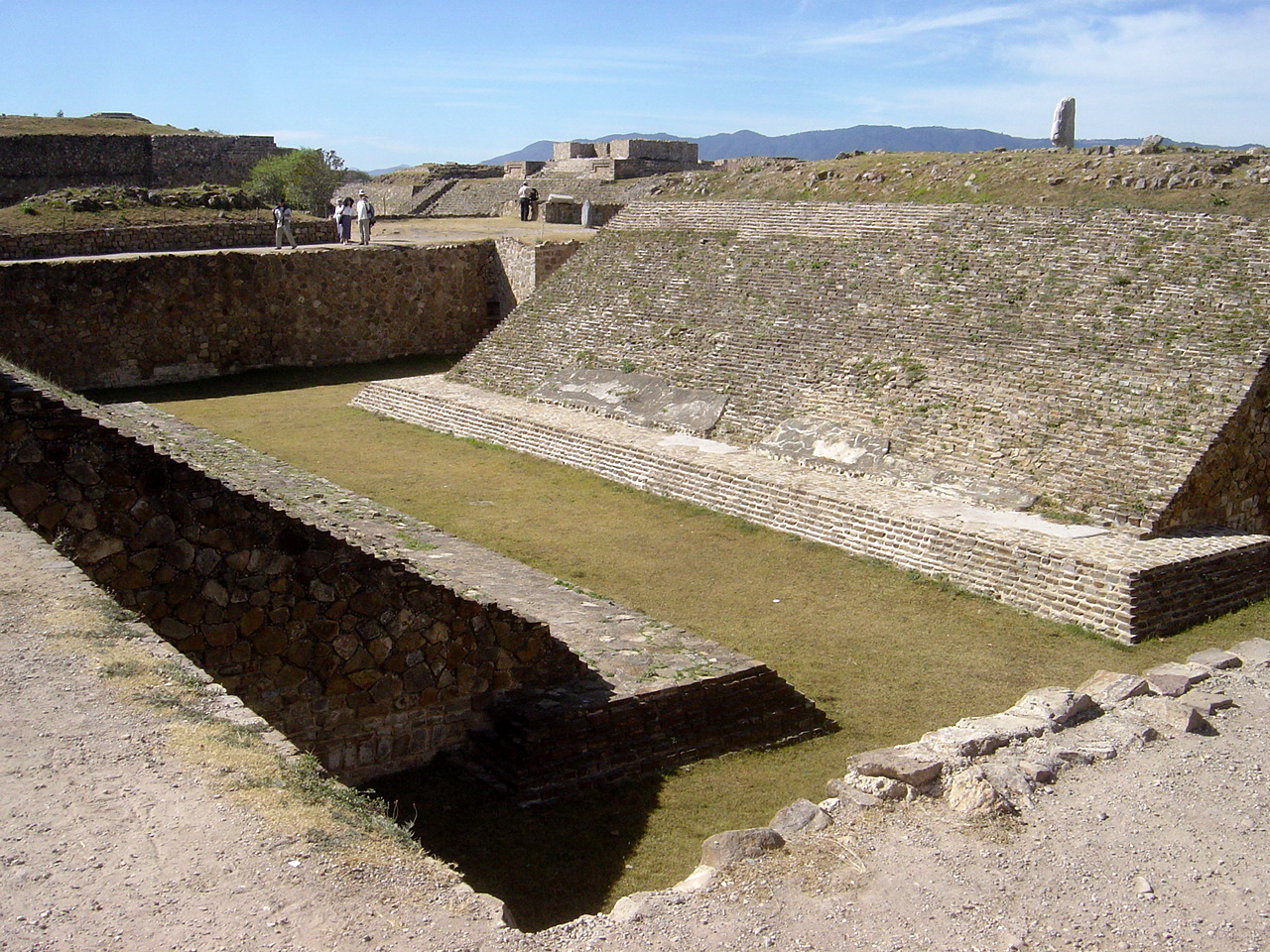
Ballspielplatz

Das monumentale Zentrum Monte Albáns ist der Hauptplatz, der etwa 300 × 200 m misst. Die wichtigsten Zeremonial- und Wohnstrukturen befinden sich um ihn oder in seiner unmittelbaren Nachbarschaft und die meisten wurden erforscht und durch Alfonso Caso und seine Kollegen restauriert. Im Norden und Süden wird der Hauptplatz durch große Plattformen begrenzt, die vom Platz über monumentale Treppen begehbar sind. An seinen östlichen und westlichen Seiten wird der Platz durch eine Anzahl kleinerer Hügelplattformen, auf denen sich Tempel und Wohnhäuser der Elite befinden, sowie einem von zwei bekannten Ballspielplätzen begrenzt. Ballspielplatz, die meisten Reliefs und bemalte Grabkammern stammen aus der Periode Monte Albán III (200 – 900 n. Chr.). In dieser Periode wurden Themen aus Teotihuacán in Fresken mit Hieroglyphen und Symbolen der Zapoteken kombiniert. Das Zentrum des Platzes wird von einem Nord-Süd-Rückgrat von Hügeln eingenommen und diente ebenfalls als Plattformen für Kultstrukturen.

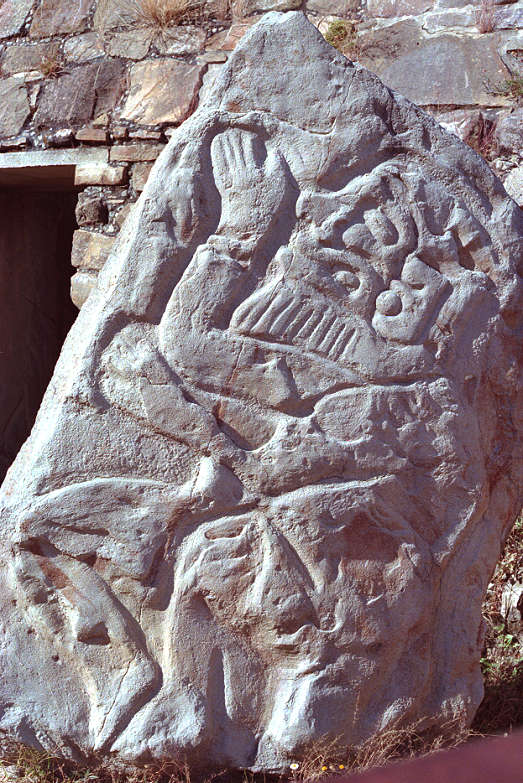
Relief „Danzante“ in Monte Albán bei Oaxaca

Ein Charakteristikum Monte Albáns ist die große Zahl von Monumenten aus bearbeiteten Steinen, denen man auf dem Platz begegnet. Die frühesten Beispiele sind die sogenannten Danzantes (spanisch = Tanzende), die hauptsächlich in der Nachbarschaft von Gebäude L gefunden wurden und nackte Männer in gekrümmten und verdrehten Posen zeigen, einige darunter genital verstümmelt. Die Auffassung des 19. Jahrhunderts, dass sie Tänzer darstellen, ist heute weitgehend diskreditiert. Diese Reliefplatten, die zu den frühesten der Periode Monte Albán I (ca. 600 – 100 v. Chr.) zählen, zeigen eindeutig gefolterte, geopferte Kriegsgefangene, einige darunter namentlich identifiziert und einige dargestellte Häuptlinge der rivalisierenden Siedlungszentren und Dörfer, die von Monte Albán besetzt wurden. Über 300 Danzantes-Stelen, die an olmekische Darstellungen erinnern und die ältesten Hieroglyphen Mesoamerikas aufweisen, wurden bis heute erfasst und einige der besser erhaltenen können im Museum vor Ort betrachtet werden.

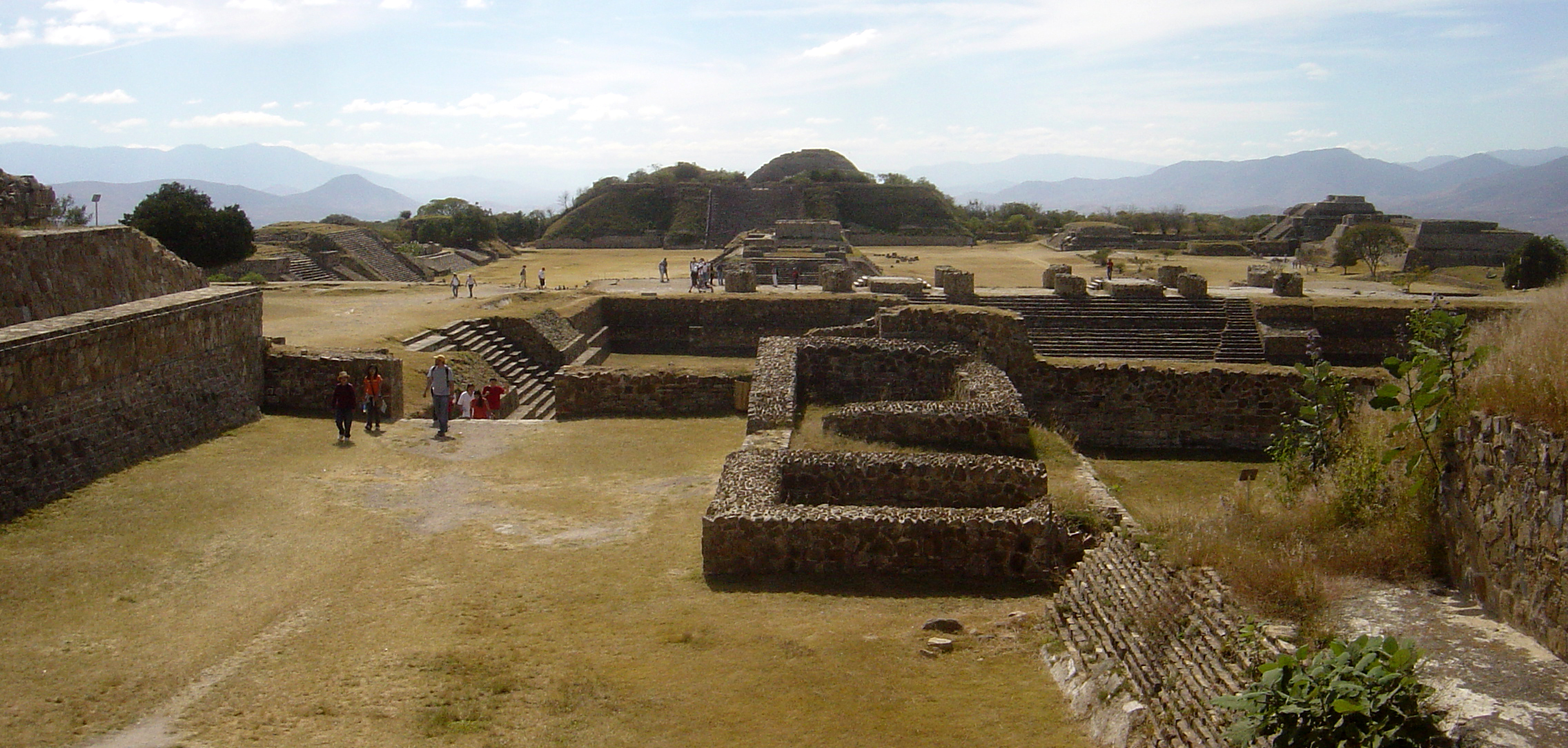
Gebäude J auf dem Monte Albán

Ein anderer Typ von Stein wurde nahe Gebäude J im Zentrum des Hauptplatzes gefunden, einem Gebäude, das sich durch einen ungewöhnlichen, pfeilgleichen Umriss auszeichnet und sich durch eine völlig unterschiedliche Ausrichtung gegenüber den meisten anderen Strukturen des Ortes unterscheidet. Eingelassen in die Wände des Gebäudes sind über 40 große gemeißelte Platten, die in die Phase Monte Albán II datiert werden und Ortsnamen darstellen, gelegentlich begleitet durch zusätzliche Schriftzeichen und in vielen Fällen durch kopfüber hängende Köpfe charakterisiert. Alfonso Caso war der Erste, der diese Felsen als Eroberungszeichen identifizierte, die wahrscheinlich Orte aufzählen, die die Elite Monte Albáns als erobert und/oder kontrolliert reklamierte. Einige der Orte, die auf den Platten in Gebäude J aufgelistet sind, wurden vorläufig identifiziert und in einem Fall (die Cañada de Cuicatlán-Region im nördlichen Oaxaca-Tal) wurde die zapotekische Eroberung durch archäologische Forschung und Ausgrabungen bestätigt (Redmond 1983; Spencer 1982).

## Archäologische Stätte

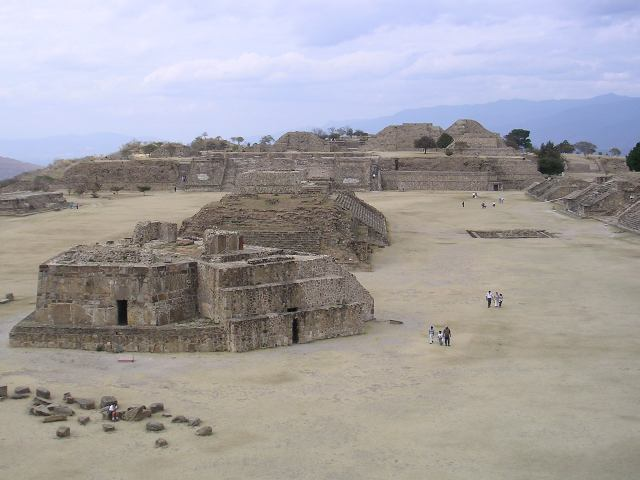
Hauptplatz von Monte Albán mit „Observatorium“ im Vordergrund

Das Zeremonialzentrum Monte Albán befindet sich auf einem ca. 250 mal 750 Meter großen, rechteckigen, künstlich angelegten Plateau, das sich ca. 400 m über dem Talboden auf 1940 m über NN erhebt. Neben dem monumentalen religiösen Zentrum wird der Ort durch mehrere hundert künstliche Terrassen und dutzende Anhäufungen von Grabhügeln entlang des gesamten Höhenzuges und seiner ihn umgebenden Flanken charakterisiert. Die archäologischen Ruinen auf den nahegelegenen Atzompa- und El Gallo-Hügeln im Norden werden ebenfalls als Teile der antiken Stadt gewertet.
Die Bedeutung Monte Albáns, einer der ältesten Städte Mesoamerikas, beruht auf seiner Rolle als sozio-politisches und wirtschaftliches Zentrum der überragenden Zapoteken für nahezu ein Jahrtausend. Am Ende der mittleren formativen Periode gegründet (ca. 500 – 100 v. Chr.) erfuhr Monte Albán während der späten formativen Periode (ca. 100 v. Chr. – 200 n. Chr.) als Hauptstadt eines weitreichenden, expansionistischen Staates seine Blütezeit, als es das Hochland von Oaxaca beherrschte und mit anderen Regionalstaaten Mesoamerikas, wie Teotihuacán im Norden (Paddock 1983, Marcus 1983), Beziehungen unterhielt. Die Stadt verlor ihre politische Bedeutung am Ende der Spätklassik (ca. 500 – 700 n. Chr.) und wurde kurz danach weitgehend aufgegeben. Wiederbesiedlung und -nutzung in kleinem Umfang früherer Strukturen und Gräber sowie rituelle Wallfahrten kennzeichnen die archäologische Geschichte des Ortes während der Kolonialzeit.

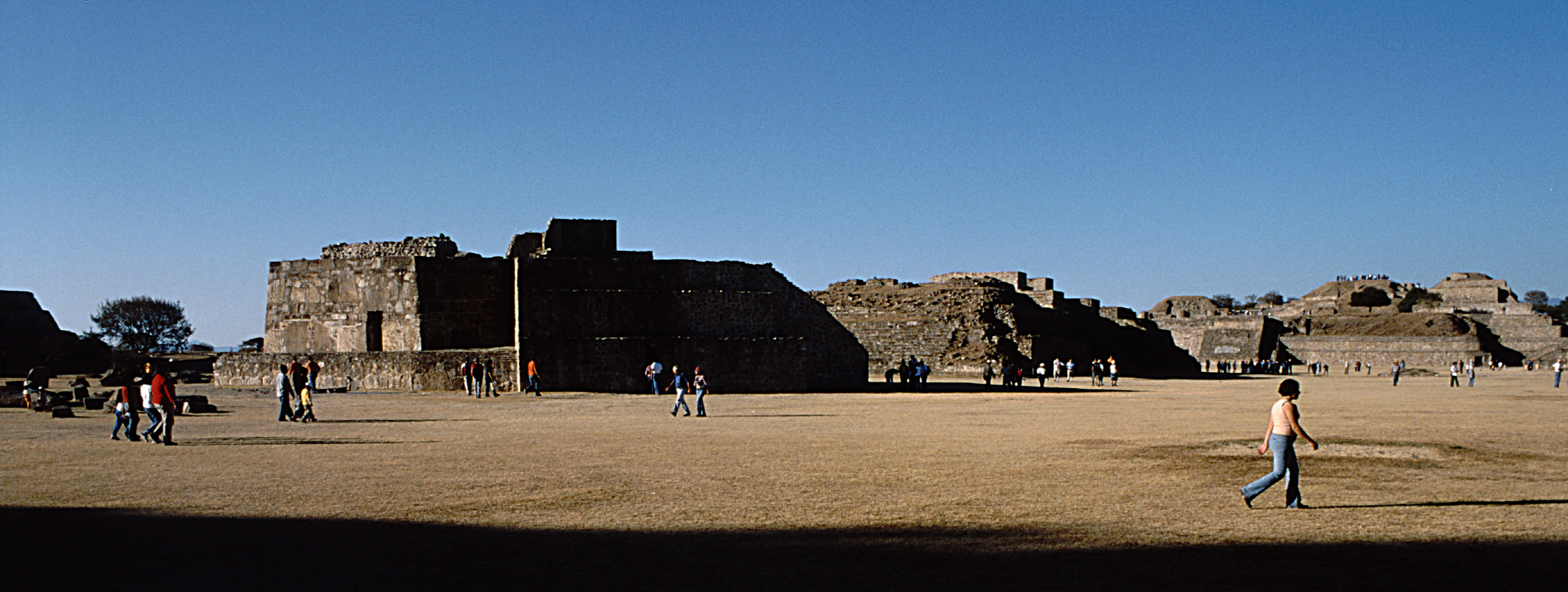
Monte Albán, das „Observatorium“ im Vordergrund

Die Herkunft des heutigen Ortsnamens ist unklar. Die Vorschläge reichen von einer vermuteten Verballhornung des ursprünglichen zapotekischen Namens Dani Baá, Danibaan oder Danipaguache (zapotekisch = Heiliger Berg) über einen Bezug zu einem spanischen Soldaten namens Montalbán in der Kolonialzeit bis hin zu den italienischen Albaner Bergen. Der antike zapotekische Ortsname ist unbekannt, weil die Zapoteken die Stadt Jahrhunderte vor der ersten verfügbaren ethnogeschichtlichen Aufzeichnung aufgaben. Bei den Mixteken erhielt der Ort die Bezeichnung Yúcu-cúi (mixtekisch = Grüner Berg). Die Azteken bezeichneten Monte Albán als Ocelotepec oder Jaguarberg.

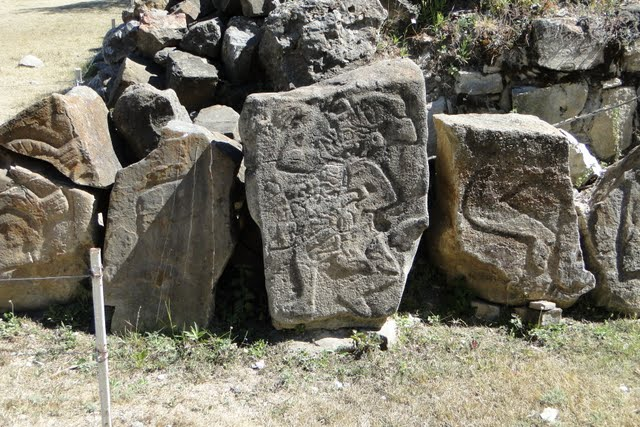
Steinmetzarbeiten, L

Gemäß Blantons Untersuchung der archäologischen Stätte scheint der Monte Albán vor 500 v. Chr., dem Ende der Rosario-Keramik-Phase, unbewohnt gewesen zu sein. Zu jener Zeit war das Hauptsiedlungsgebiet des Tals San José Mogote, das als Zentrum des Häuptlingstums im nördlichen Etla-Seitental fungierte (Marcus and Flannery 1996). Möglicherweise kontrollierten drei oder vier kleinere Häuptlingszentren andere Unterregionen des Tals einschließlich Tilcajete im südlichen Valle Grande und Yegüih im Tlaco lula im östlichen Seitental. Konkurrenz und Krieg scheinen die Rosario-Phase zu charakterisieren, und die regionalen Erkundungsdaten lassen auf die Existenz einer unbesiedelten Pufferzone zwischen dem Häuptlingstum von San José Mogote und denen im Süden und Osten schließen (Marcus und Flannery 1996). Innerhalb dieses Niemandslandes wurde Monte Albán am Ende der Rosario-Periode gegründet. Es erreichte schnell eine geschätzte Bevölkerungszahl von etwa 5200 Menschen am Ende der anschließenden Monte Albán Ia-Phase (ca. 300 v. Chr.). Diese bemerkenswerte Bevölkerungszunahme wurde begleitet von einem parallelen Bevölkerungsrückgang in San José Mogote und seinen benachbarten Satellitensiedlungen, die es wahrscheinlich machen, dass die Häuptlingselite unmittelbar an der Gründung der zukünftigen Zapoteken-Hauptstadt beteiligt war. Der schnelle Anstieg der Bevölkerungszahl und der Wechsel der Besiedlung von einer Streubesiedlung zu einer zentralen Stadt in einer zuvor unbesiedelten Gegend wurde von Marcus und Flannery (Marcus und Flannery 1996, S. 140–146) als Monte Alban Synoikismus in Anspielung auf eine vergleichbare Erscheinung am Mittelmeer während der Antike bezeichnet. Obwohl anfangs angenommen wurde (Blanton 1978), dass ein vergleichbarer Prozess der Aufgabe in großer Zahl und der daraus folgenden Teilnahme an der Gründung von Monte Albán ebenfalls an den anderen Häuptlingssitzen wie Yegüih und Tilcajete festzustellen sein müsste, erscheint es im Falle des Letzteren inzwischen unwahrscheinlich. Eine der jüngsten Grabungskampagnen, die von Charles Spencer und Elsa M. Redmond vom American Museum of Natural History in New York City geleitet wurde, hat gezeigt, dass die Ortschaft nicht aufgegeben, sondern der Bevölkerungszahl nach während der frühen Monte Albán I Periode (ca. 500 – 300 v. Chr.) und der späten Monte Albán I Periode (ca. 300 – 100 v. Chr.) sogar noch bedeutend wuchs und möglicherweise aktiv einer Einbeziehung in den machtvoller werdenden Monte Albán-Staat widerstand (Spencer und Redmond 2001).
Zu Beginn der letzten formativen Periode (Monte Albán II-Phase, ca. 100 v. Chr. – 200 n. Chr.) war Monte Albán mit einer geschätzten Bevölkerung (Marcus und Flannery 1996, S. 139) von 17.200 Einwohnern eine der größten Städte Mesoamerikas zu jener Zeit. Mit wachsender politischer Macht expandierte Monte Albán militärisch durch Besetzung sowie durch Kolonisierung in verschiedenen Gegenden außerhalb des Oaxaca-Tales einschließlich der Cañada de Cuicatlán im Norden und der Ejutla- und Sola de Vega-Seitentäler im Süden (Balkansky 2002; Spencer 1982; Redmond 1983; Feinman und Nicholas 1990). Während dieser Zeitspanne und der folgenden Frühklassik (Monte Albán IIIA Phase, ca. 200 – 500 v. Chr.) war Monte Albán Hauptstadt der wichtigsten regionalen Polis, die einen dominanten Einfluss im Oaxaca-Tal und über weite Teile des Hochlandes von Oaxaca ausübte. Wie zuvor erwähnt, gibt es Hinweise für hochrangige Kontakte zwischen den Eliten Monte Albáns und der mächtigen Stadt Teotihuacán in Zentralmexiko, wo Archäologen eine Nachbarschaft von ethnischen Zapoteken aus dem Oaxaca-Tal identifizierten (Paddock 1983). Während der Spätklassik (Monte Albán IIIB/IV, ca. 500 – 1000 n. Chr.) nahm der Einfluss des Ortes innerhalb und außerhalb des Tales ab, wobei ehemalige Mitglieder der Elite Monte Albáns sich ihre Autonomie an einzelnen anderen Orten, wie Cuilapan und Zaachila im Valle Grande und Lambityeco, Mitla und El Palmillo im östlichen Tlacolula-Seitental, sicherten. Letzteres ist Gegenstand einer Grabungskampagne durch Gary Feinman und Linda Nicholas vom Chicagoer Field Museum of Natural History (Feinman und Nicholas 2002). Am Ende dieser Periode (900 – 1000 n. Chr.) wurde die alte Hauptstadt weitgehend aufgegeben und der einst machtvolle Staat von Monte Albán wurde durch Dutzende konkurrierende Polis wie Zaachila, Yagul, Lambityeco und Tehuantepec ersetzt – eine Entwicklung, die mit der spanischen Eroberung ihr Ende fand.

## Artefakte

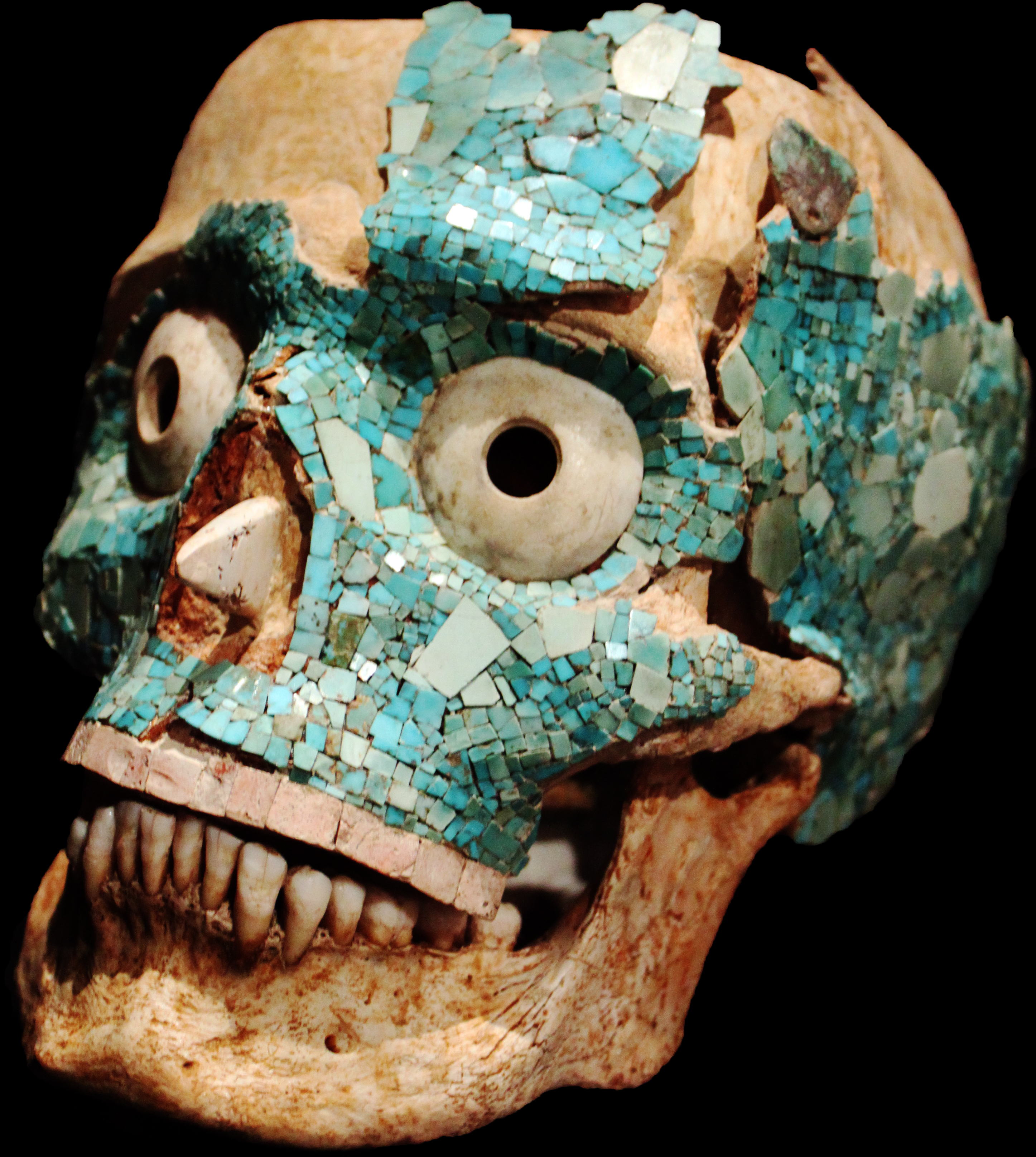
Mixtekische Maske aus dem Monte Albán-Schatzraum (im Museum von Oaxaca)

Viele der in Monte Albán ausgegrabenen Artefakte aus mehr als einem Jahrhundert archäologischer Forschung können im mexikanischen Nationalmuseum für Anthropologie und im Regionalmuseum von Oaxaca im ehemaligen Konvent Santo Domingo de Guzmán in Oaxaca betrachtet werden. Diese Museen besitzen viele der Objekte, die 1932 von Alfonso Caso in Monte Albán im Grab 7 entdeckt wurden, einem Zapotekengrab der klassischen Periode, das in postklassischer Zeit für Bestattungen Angehöriger der mixtekischen Elite genutzt wurde. Ihre Bestattung war von einigen der spektakulärsten Opfergaben begleitet, die jemals in Amerika gefunden wurden (Caso 1932). Da die Mixteken eine fortgeschrittene Metallbearbeitung beherrschten, befanden sich silberne und goldene Objekte, Schmuckstücke mit Schmucksteinen und Knochenschnitzereien mit Hieroglyphen und Kalenderinschriften unter den Opfergaben. Ihre mehrfarbig bemalte Keramik im Stile ihrer Bilderhandschriften belegen den Machtwechsel am Monte Albán, der von den Mixteken nicht besiedelt wurde.
Monte Albán ist heute ein populäres Touristenziel in Oaxaca und besitzt ein kleines Museum vor Ort, das hauptsächlich gemeißelte Steine ausstellt.